# Pontala rubrana
Pontala rubrana är en fjärilsart som beskrevs av Walker 1864. Pontala rubrana ingår i släktet Pontala och familjen tandspinnare. Inga underarter finns listade i Catalogue of Life.